# Fabio Francisca
Fabio Francisca (né le 20 juin 1959 à Turin dans le Piémont) est un footballeur italien, qui évoluait au poste de défenseur.

## Biographie
Pur produit du centre de formation du grand club de sa ville natale de Turin, la Juventus, il fait ses débuts avec l'effectif professionnel sous l'ère Giovanni Trapattoni lors de la saison 1976-77, jouant son premier match avec les bianconeri le 19 juin 1977 lors d'une défaite 1-0 contre l'Inter en coupe d'Italie.
Il reste en tout deux saisons à la Juve, barré en défense par une très forte concurrence, et part alors en 1978 pour le club de Casal.

## Palmarès
Juventus
- Championnat d'Italie (2) :
  - Champion : 1976-77 et 1977-78.